# 폭주족

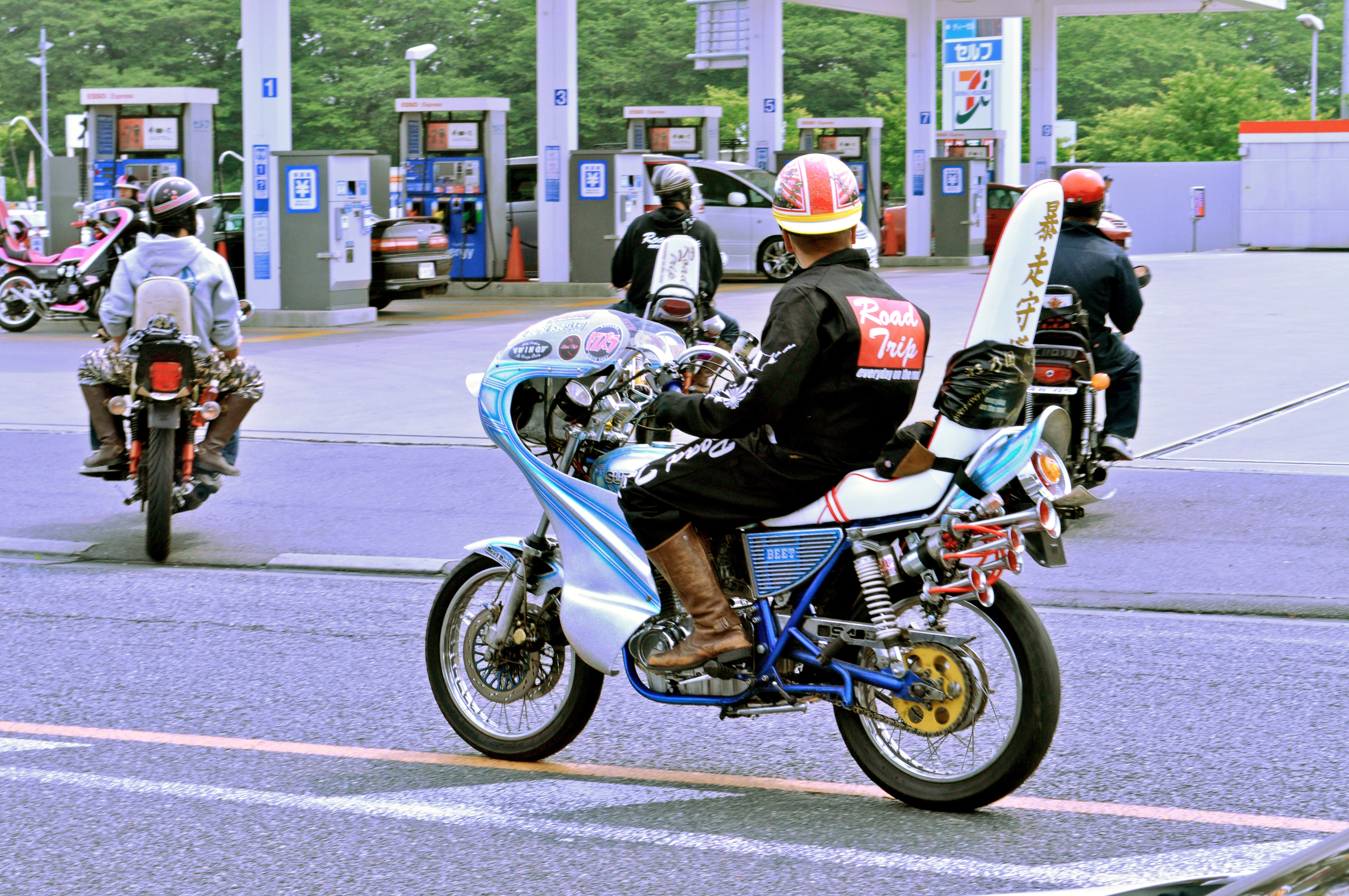
일본의 폭주족

폭주족(暴走族)은 일반 도로에서 위법으로 개조한 바이크나 자동차를 타고 도로교통법을 무시하는 집단을 통칭한다. 일반적으로는 잠재적인 교통 사고의 범죄 집단으로 인식되며, 개체로는 난폭운전자 로 불린다. 일본어로 보소조쿠(일본어: 暴走族, ぼうそうぞく), 하시리야(일본어: 走り屋, はしりや)로 불린다.

## 개요
폭주족이라고 총칭하지만, 일반적으로는 두 부류로 나뉜다.
하나는 족에 중심을 둔 부류로서, 주로 오토바이에 겉을 치장하는 손질을 가해 수대에서 수십대씩 몰려다니는 부류로서, 집중단속이나 3·1절이나 8·15 등에 하는 연합 주행회에서 모습을 드러내는 타입이다.
다른 하나는 폭주에 중심을 두는 부류로서, 하시리야(ja:走り屋)나 거리 경주(en:Street racing)에 가까운 부류로, 도로에서 도로교통법을 위반한 고속 주행을 하는 부류를 뜻하게 된다. 대한민국 언론에서는 자동차 폭주족이라고도 부르지만, 일부 고성능 바이크 오너들은 위 분류보다 아래 분류에 가까운 경우도 많다. 잠재적으로 상호간의 경쟁을 하는 경우도 있다.
본 글에서는 이 두 부류가 현저히 다르다고 인지하고 글을 진행하도록 하겠다.

## 족
기본적으로는 학교 내 서클의 일종으로, 학교에서의 선배나 동료들에게 자생적으로 오토바이를 배워 함께 타기 시작한 것으로부터 시작한 것이 시초이다. 미국의 모터사이클 클럽이나 모터사이클 갱보다는 일본의 폭주족 문화에 가깝지만, 다행히도 폭력조직과의 연계는 드문 편이다.
타는 바이크는 경제적 여건등을 이유로 대한민국에서 만들어진 50cc 스쿠터부터 125cc 레플리카정도가 대부분이다. 소음과 난폭운전에 따른 사고 위험등으로 사회적으로는 나쁜 시각으로 보는 경우가 많고, 실제로도 폭주족의 증가와 함께 날치기 사고가 증가하는 경향도 종종 보고되고 있다.
경찰로서는 기민한 폭주족을 단속하기 힘들어 3·1절이나 8·15, 또는 집중 단속기간을 통한 검거 및 불법 개조에 대한 단속으로 대응하여 입건하는 경우가 많다.

## 대한민국의 폭주족

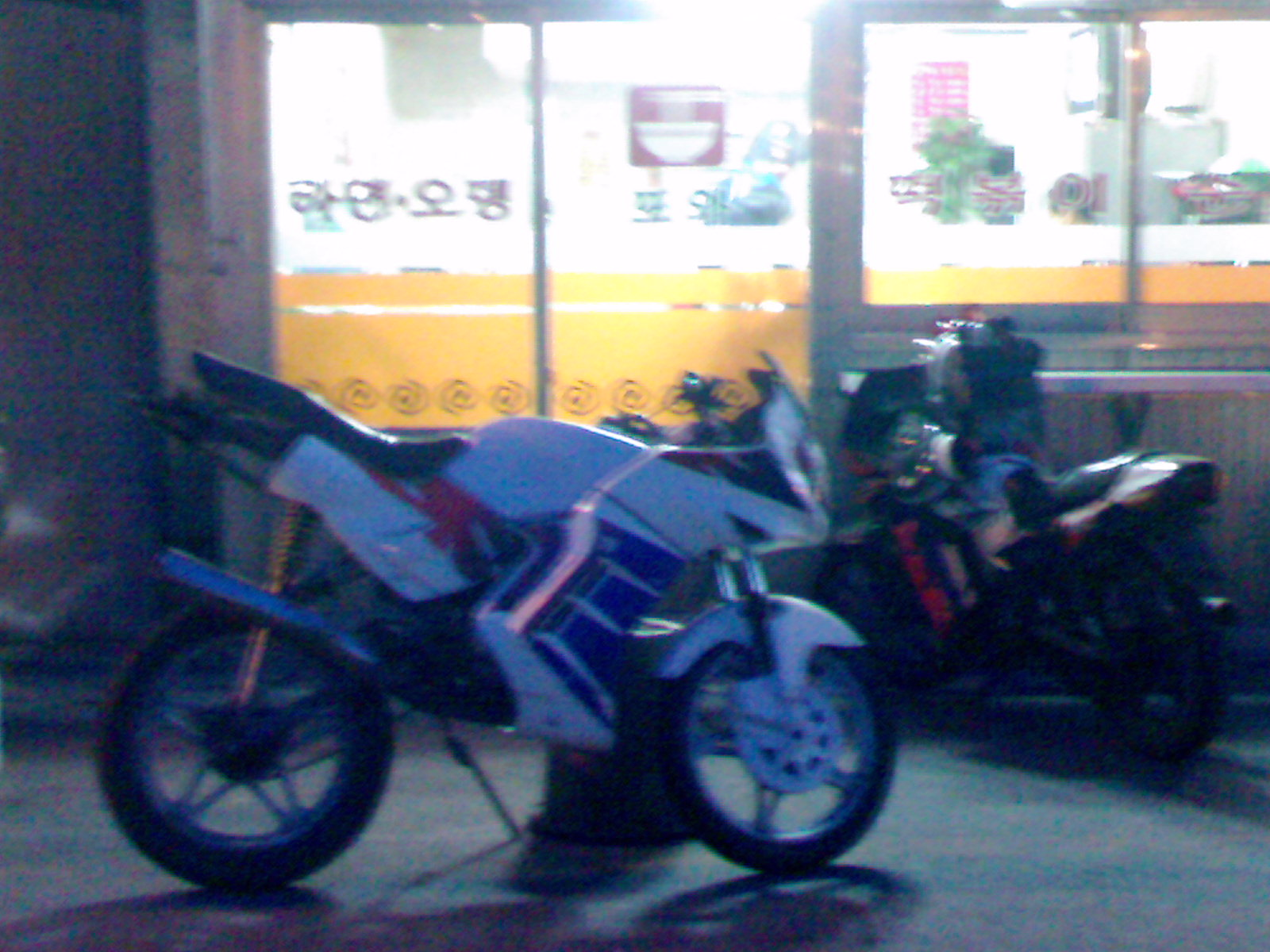
한국 폭주족이 개조한 대림 VR125
왼쪽: 쇼크 업소버의 높이를 높인 것
오른쪽: 연료탱크 위에 스피커를 부착한 것

### 역사
대한민국의 폭주족은 1980년대 후반 혹은 1990년대 초반에 등장해 사회 문제화가 되었다. 1990년 5월 27일, 대학생과 재수생 등으로 이루어진 터보클럽 회원이 미국의 펑크족과 일본의 폭주족을 모방해 경기용 오토바이를 타고 다니며 20대 여자 회사원을 납치해 집단으로 성폭행한 사건이 일어나 같은 해 6월에 터보클럽 회원 4명이 경찰에 구속된 사건이 일어났다. 1992년 12월 8일에는 도로교통법 개정에 의해 공동위험행위 금지 규정이 신설되었다.(당시 개정된 도로교통법은 1993년 7월 1일에 시행에 들어갔다.)
1995년경에는 문제 청소년이 대부분이었던 폭주족이 평범한 학생들에게도 이어졌으며, 2000년대에는 매년 3·1절과 광복절 새벽에 대규모 폭주를 연례행사처럼 하기 시작했다. 일본어 위키백과에서는 2001년경부터 3·1절과 광복절의 기념일에 맞춰서 국기를 걸어서 대한민국 국회의사당을 목적지로 해 서울 시내를 집단으로 폭주하는 현상이 발생하고 있다고 설명하고 있으나, 실제로 폭주족들이 국회의사당을 목적지로 하는 경우는 보기 힘들며 뉴스에 의하면 광복절 새벽에 폭주를 하는 것은 2001년부터, 휴일 새벽에 한강변에서 폭주를 하는 것은 1996년부터 3·1절 새벽에 폭주를 하는 것은 2002년부터 시작한 것으로 보아 2000년경부터 3·1절과 광복절 새벽에 대규모 폭주를 연례행사처럼 하기 시작한 것으로 보고 있다. 또 일본에서 방영된 프로그램 중에서 한국의 폭주족과 관련된 내용 중에서는 어린이날에도 폭주를 한다는 내용도 있다.
2007년 5월 폭주족 단속 결과 폭주족 카페는 160여개이며, 회원수는 12만명 이상인 것으로 나타났다. 폭주족들은 인터넷을 통해 강남연합 최강폭주와 같은 지역단위 모임을 만들어 조직화를 해 세력을 과시하기 위해 정기적으로 모여 폭주행위를 했으며, 견인차와 구급차까지 폭주에 동원되기도 하였다. 뿐만 아니라 폭주족 카페에서는 행동수칙까지 만들어 조직적인 폭주행위를 하기도 하였다. 2009년 4월 서울지방경찰청에서 대한민국 최초로 폭주족 전담수사팀이 창설되어 폭주 행위에 대한 예방활동, 폭주족 단속 전문성 강화와 강남연합 최강폭주 등 서울의 11개 폭주족 인터넷 카페를 폐쇄하고 리더급의 인물을 중심으로 사전 경고 등의 관리를 해 2009년 이후 3·1절과 광복절 새벽의 폭주 행위는 크게 감소했다. 서울지방경찰청 통계 기준으로 2008년 8000건이 넘던 폭주족 신고 건수는 2010년에는 3천여건으로 줄었다.
승용차와 스포츠카의 경우 1990년대 초반에 서울 압구정동 등에서 고급차를 이용한 야타족이 등장한 것이 시초였으며, 1990년대 후반에는 대한민국에서 만들어진 승용차를 불법으로 개조한 야타족이 등장했다. 뿐만 아니라 청소년 시절에 오토바이 폭주족으로 활동하던 사람을 중심으로 서울과 서울 근교에서 개조된 승용차를 이용해 자유로 등의 자동차전용도로에서 시속 200km 이상의 과속과 일산신도시의 도로에서 단거리 자동차 경주를 해 돈내기를 하는 것이 보도되었다.
개조된 상태의 승용차나 스포츠카를 소유한 폭주족 뿐만 아니라 부유층이나 전문직 종사자들을 중심으로 이루어진 폭주족도 존재한다. 개조된 상태의 차를 이용해 인천국제공항고속도로나 자유로와 같은 수도권의 자동차전용도로에서 시속 200km에서 시속 300km의 속도로 과속, 직선도로에서 단거리 자동차 경주를 하는 일명 드레그 레이스와 고갯길 등에서 일명 드리프트 레이스를 한 폭주족이 적발되는 경우도 있다. 2009년 12월에는 한 폭주족 차량이 역주행을 해 맞은편에서 오던 택시와의 추돌사고를 유발해 2010년 2월 경찰은 사고를 일으킨 폭주족이 운전한 차량을 흉기로 판단하고 사고를 일으킨 폭주족에 대해 도로교통법(무면허와 공동위험행위)과 함께 폭력행위 등 처벌에 관한 법률을 처음으로 적용해 구속하기도 했다.
의경 출신 폭주족 회원이 신호등을 조작해 다른 차량의 진입을 방해하거나 차량들이 폭주 장소로 이동하기 편하도록 하게 한 경우도 있으며, 경찰 출동을 감시하는 보초를 세운 경우도 있다. 폭주족 회원 중에서는 운동선수와 군인이 포함되어 있는 경우도 있으며, 무등록 자동차 운전학원을 운영하면서 폭주족을 양산한 경우도 있다.
연내 국경일, 기념일마다 새벽 시간대를 폭주족 단속을 벌이고 있다.

### 특징
일본에서 방영된 대한민국의 폭주족과 관련된 프로그램에서 대한민국의 폭주족은 상남 2인조(원재 : 상남 순애조)와 같은 일본의 폭주족 만화를 보고 폭주행위를 모방한 것으로 보고 있다. 일본어 위키백과의 내용에 의하면 3·1절과 광복절 새벽에 폭주를 하는 집단을 반일폭주족으로 부르고 있지만, 일본의 폭주족 만화나 새해 첫날의 폭주족에 감화된 사람이 많은 것으로 보고 있다.
대한민국의 폭주족이 타는 바이크는 50cc 스쿠터와 100cc~110cc의 대림 시티, 125cc 매뉴얼 모터사이클(대림 VF125, 대림 VR125, 효성 엑시브)이 대부분이지만, 최근에는 중국에서 만들어진 스쿠터도 사용하고 있다. 좌석의 높이를 높이기 위해 뒷바퀴의 쇼크 업쇼버 높이를 높이는 개조를 하기도 하며, 125cc 매뉴얼 모터사이클의 경우, 연료탱크 위에 방석과 스테레오를 장착하기도 한다. 또한 경음기를 바꾸기도 한다.
승용차는 개조된 일반승용차로서 현대 아반떼, 현대 스쿠프, 현대 티뷰론 스폐셜, 현대 티뷰론 터뷸런스, 현대 투스카니, 현대 제네시스 쿠페, 기아 K3, 기아 K5, 기아 포르테 쿱, 현대 베르나 스포티, 현대 뉴엘란트라, 기아 슈마, 대우 프린스 에이스, 쌍용 뉴코란도, 르노삼성 SM5 SM525, 기아 스포티지 R, 기아 세피아 레오를 사용하며, 대규모 폭주를 하는 경우에는 견인차와 구급차를 동원하는 경우도 있다. 하지만 2009년 이후 폭주족에 대한 단속 강화로 최근의 대규모 폭주 행위와 견인차와 구급차를 동원한 폭주 행위는 찾아보기 힘들다. 그러나 여전히 일부 견인차의 경우 사고현장에 최단시간 도착을 위해 불법개조를 하며 주로 현대 리베로, 현대 그랜드 스타렉스, 쌍용 액티언 스포츠, 쌍용 코란도 스포츠, 쌍용 렉스턴 스포츠, 기아 봉고 III등이 이런 불법개조로 차량성능을 높이어 폭주족이나 다름없는 행동을 하고 있다. 일부 부요층은 동호회에서 비싼 차량이나 고급 외제차(람보르기니 무르시엘라고, 람보르기니 가야르도 LP560-4, 페라리 F355, 벤틀리 컨티넨탈 GT, 쉐보레 콜벳, 포르쉐 카레라, 벤츠 SL65 AMG, 포드 머스탱) 등으로 시속 300km/h로 달려 차량을 압수당하는 경우가 있다.
승용차나 스포츠카를 소유한 폭주족들은 청소년 시절에 오토바이 폭주족으로 활동하던 경험을 가진 사람이 많다. 값비싼 차를 소유한 폭주족의 경우 부유층이나 전문직 종사자들을 중심으로 이루어진다. 승용차나 스포츠카를 소유한 폭주족은 직선도로에서 1km 미만의 거리를 빠른 속도로 달리는 자동차 경주인 일명 드래그 레이스를 하거나 고속도로 등에서 시속 200km나 300km를 넘는 속도로 과속을 하는 경우가 많다. 또 고갯길 등에서 드리프트 레이스이라는 자동차 경주를 벌이는 경우도 있다.

## 미국의 폭주족
미국에서도 낮에 프리웨이를 집단으로 폭음을 내면서 대형 모터사이클로 질주하는 것을 좋아하는 사람들이 있으며 이들은 모터사이클 클럽(Motorcycle club)이라고 불려 캘리포니아등 일부의 도시 주변부, 교외에서의 활동도 보인다. 단지 미국에서는 이들 집단이 일으키는 폭음도 국민성에 얽혀서 관대한 경향이 보인다. 또 이들 집단의 구성원도 30대, 40대들을 중심으로 한 어른이 많아 건전한 취미의 범주로서 다루어진다. 주로 1970년대의 회고 스타일일 경우가 많아 할리데이비슨의 이륜차를 좋아하는 걸로 보인다.
이들 집단은 계절 노동자로서 미국 전체를 이동하면서 활동하고 있는 것으로 보인다. 또 건전한 취미로서 인지되기 위해 도로 주변의 쓰레기 줍기 활동을 전개하는 등의 사회 봉사 활동에 솔선해서 종사하는 모습도 보인다. 그 대부분은 성인의 육체 노동자{블루 컬러(blue-collar worker)}이기 때문이며, 자신의 건강을 해치는 마약에는 손을 대지 않는다. 사회의 룰을 지키는 등 일정한 자부를 가지며 활동하고 있는 것이 보여서, 일본이 반사회적인 존재로서의 폭주족과는 큰 차이가 있어 사회적으로 용인되고 있다.
그러나 지옥의 천사들(地獄의 天使들, 영어: Hells Angels)로 대표되는 모터사이클 갱(Motorcycle gang)이라고 불리는 조직화된 위법 행위에 종사하는 대형 모터사이클을 몰고 돌아다니는 단체가 있어, 이들은 공갈, 마약 거래 및 살인 사건에 관계되고 있어 일본의 폭력단에 가까운 것보다 나쁘게 여겨지기도 한다. 그 구성원은 어른으로 일본의 폭주족과 같은 다른 조직의 하부구조가 아니고 독립한 폭력단 조직과 간주되는 등의 경향이 보인다.
지옥의 천사들은 1948년에 캘리포니아주에서 결성되었지만, 매춘과 마약의 매매로 올린 이익 또는 자금세탁 등에 의해 사회 문제화된 1960년대에는 연당 10억 달러의 어둠 이익을 얻고 있었다고 FBI에서는 보고 있다. 이들은 자주 반체제의 안티 히어로와 같이 간주될 수 있어 자주 미디어 위로도 등장하지만 백인지상주의를 내거는 등의 문제 행동이 보인다. 이들은 모터사이클 클럽이라고 자칭하면서도 1994년 캐나다의 퀘벡주에서 폭탄의 사용으로 대립 조직에의 싸움에 연루되어 100명 이상의 사상자가 발생한 사건이나 방화나 행방불명이 얽히는 사건에 관여하고 있다고 여겨진다. 단지, 이 범죄조직인 모터사이클 갱의 스타일(패션 등)은 건전한 취미의 범주에 있는 모터사이클 클럽에 계승되고 있는 케이스가 많아 눈으로 봤을 때 양자를 분별하는 것은 곤란하다.
또, 위법 경주형 폭주족의 경우 긴 직선도로를 이용한 위법인 드래그 레이스가 많이 이루어지고 있다. 번호판을 돌려서 달리는 악질적인 사람도 존재한다.

## 일본의 폭주족

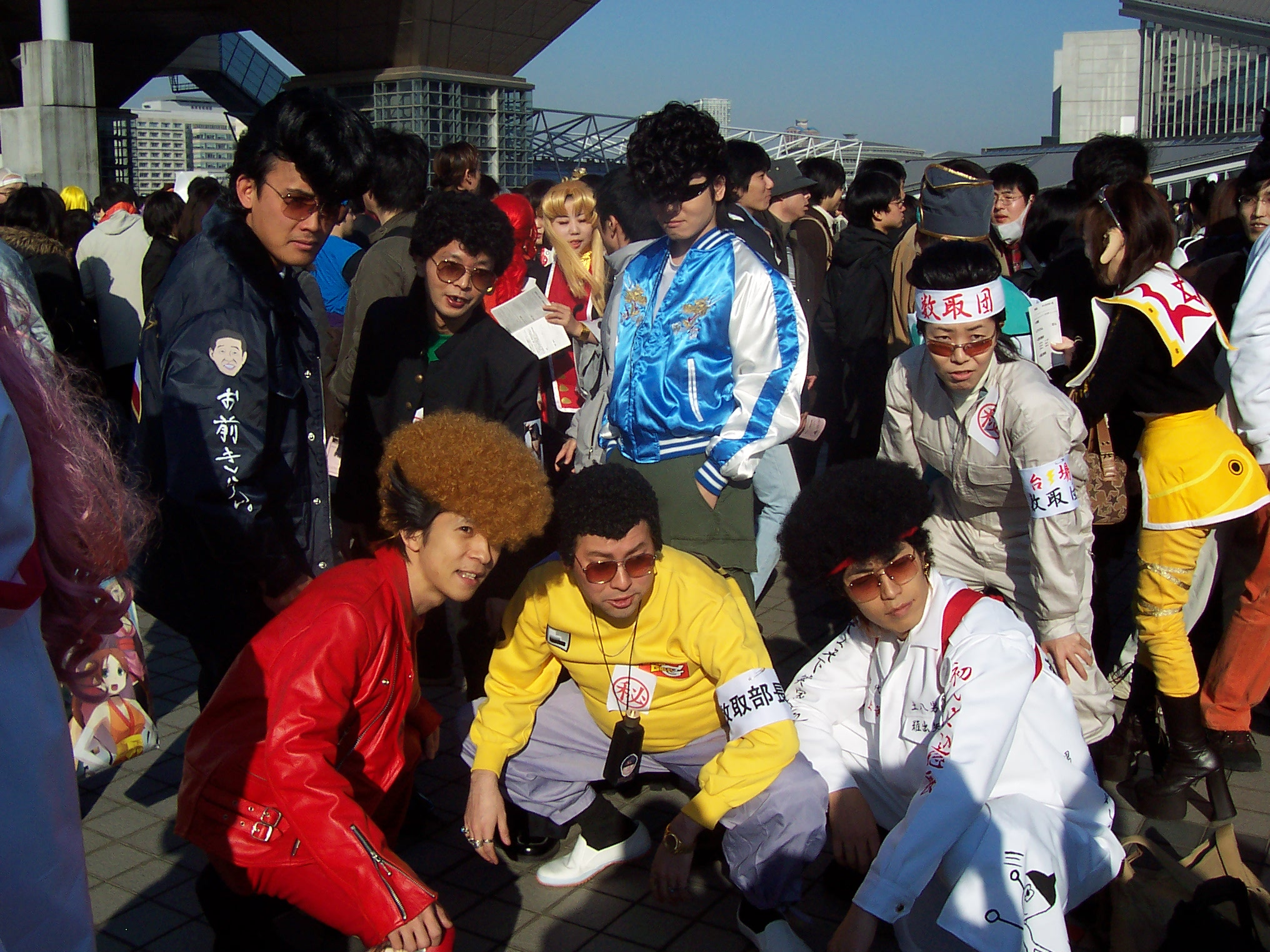
일본 폭주족풍 패션의 코스프레

### 분류
일본 경찰의 폭주족 분류에는 크게 나누어 "공동위험형"과 "위법경주형"의 두 가지 종류가 존재한다.

#### 공동위험형 폭주족
의도적으로 큰 엔진 배기 소리를 발생시키거나 대음향의 혼을 울리는 소음을 내거나, 몇대의 차량을 늘여 놓은 상태에서 노상을 점거해 저속 상태에서 사행 주행(지그재그 주행) 등을 하는 형태의 폭주족을 공동위험형 폭주족이라고 한다. 주로 간선도로나 번화상가의 일반도로, 일부 고속도로 등에서 활동한다. 일반시민을 위협하는 등의 폭력적 측면도 겸비하고 차량폭주를 메인에 활동하고 있는 것을 제외하면 실질적으로 스트리트 갱스터에 가까운 집단이다.
1970 ~ 1980년대에 크게 사회문제화한 적도 있어, 일반적으로 "폭주족"이라고 하면, 이 공동 위험형 폭주족의 모습을 이미지되는 적이 많다. 구성원의 많이가 젊은 남성으로, 여성만의 집단은 "레이디스"라고 하는 속칭으로 불리는 것도 있다. 차량개조는 소음을 크게 하거나 화려한 장식을 설비하는 것에 소비되는 것이 주되어서, 예전에는 스포츠 바이크가 주류이었지만, 최근에서는 스쿠터나 세단형의 사륜자동차 등 다방면에 걸친다.
불량행위소년의 대표 격이라고 보여지는 것이 많아, 1970 ~ 1980년대에는 뭔가 독특한 복장이나 머리 모양 등이 폭주족에의 소속 유무에 관련되지 않고 불량소년 전반에 널리 퍼져 있었다. 붐이 종언 밑후는 통상의 몸차림인도 적지 않다. 그룹마다지역성이 강하게, 주로 중학교 시대에 사이가 좋았던 불량 그룹을 바탕으로 해서 결성되어, 출신중학교나 현지 근권의 친구·후배의 불량 그룹을 권유, 복수의 폭주족 그룹의 연합화 등을 되풀이하고, 조직의 유지와 세력확대를 도모해 간다. 그 때문에, 그것들 중학교·고교의 불량 그룹이 결속한 사교단체와 같은 존재가 되고, 가입 예비군이 되는 경도한 불량소년에 대하여도 배후에서 일정한 영향을 끼치고 있다. 그위에 폭력단의 하부조직으로서 기능, 또는 동 단체의 가입 알선의 장소가 되는 케이스도 많다.
참가를 비교적 용이하게 할 수 있지만, 체육회계적인 체질로부터 그룹내에 보여지는 "규정(규칙)"이나 부의 동조 압력 등을 위해서 탈퇴가 어렵고, 규정(규칙)을 깨면 린치를 더하는 등에서 구속된다. 한쪽에서 시대의 변화와 함께 규정(규칙)의 엄격함이 청소년층에 받아들여지기 어려워져 1982년경을 경계에 규모는 축소 경향에 있다. 기본적으로 18세 또는 성인이 되는 20세를 가져서 폭주족에서 빠져나오고 그 때에 다른 연소자를 가입시킨다는 관습이 있는 것으로 여겨져 왔지만, 후계자 부족으로부터 권유를 할 수 없고 은퇴의 나이가 되어도 발을 씻을 수 없는 사람이 나오거나 인원 수 부족을 성인OB의 재가입에 의해 조달하거나 하는 등에서 구성원이 고연령화하는 경향도 있다.
구차회(ja:旧車會)
성인판 공동위험형 폭주족으로, 2000년을 전후해서 공동위험형 폭주족을 은퇴한 후에도 즐거움을 잊을 수 없는 사람이나, 소년기를 동경하면서 가입하지 않고 있었던 사람 등의 성인이 모이고, 자신의 소년 시절 당시 신차였던 모터사이클(현재에는 구차)을 개조해서 활동하게 되었다.

#### 위법경주형 폭주족
1대씩이나 복수대에서 줄지고, 속도를 겨루도록 주행하는 형태의 폭주족을 위법경주형 폭주족이라고 한다. 산간부의 고개길, 직선·환상의 일반도로나 고속도로 등에서 순정품보다 배출 소리가 큰 엔진이나 머플러에 갈아 붙인 차량을 이용하는 것이나, 드리프트 주행에 의한 마찰 소리가 발생하는 것등에 의해, 통상의 통행 차량보다도 큰 소음을 내서 빠진다. 본인들은 공동 위험형 폭주족과 동일시되는 것을 싫어하는 경향이 강하게 "하시리야"의 호칭을 좋아해서 이용한다. 속도를 겨루는 성질상 "그 진행을 제어하는 것이 곤란한 높은 속도(형법 제208조의 2)"에서 주행이 되기 쉬운 운전의 방법이며, 다른 차량의 운전자에게 위험을 느끼게 해 급제동을 걸게 하거나, 무관계인 사람을 말려들게 해서 사망시키는 사고도 일어났다.
정규 모터 스포츠를 흉내내고 있다고 칭하는 "이벤트"를 무단 개최하고 대규모인 것이 되면 파킹 에어리어(Parking Area, 고속도로 휴게소의 일부)나 길가 등에 동호의 구경꾼도 지녀서 점거한다. 차량은 스포츠카 등의 고속주행에 적합한 것이 주로 이용할 수 있어, 주행 성능을 높이기 위한 차량개조에는 공동위험형 폭주족보다도 다액인 자금을 사용해 위법개조를 하는 적이 많다.
1950 ~ 1960년대의 가미나리족(ja:カミナリ族)의 기호를 계승하는 형태이며, 역사적으로는 오래된 것이지만 1970 ~ 1980년대에 공동위험형 폭주족이 사회문제화한 인상이 크고 일반적인 인지도는 낮았다. 1990년대 이후가 되고 공동위험형 폭주족의 활동이 비교적 수그러진 것으로 상대적으로 위법경주형 폭주족의 비율이 높아졌기 때문에 사회문제로 주목받게 되어 경찰 등의 단속도 본격화되어 왔다. 피해가 큰 고개길 등에서는 야간통행금지를 하지 않을 수 없는 상황도 되고 있다.
또, 인간 관계 등에 제약이 많은 공동위험형 폭주족보다도 편안히 활동하기 쉬운 것부터 종래부터도 불량소년이 위법경주형 폭주족에게 유입하는 경향에 있어, 활동 내용적으로 차이가 얇은 사람도 보인다.

##### 종별
활동 내용의 차이에 의해 통칭에 몇 가지의 종별이 있다.
룰렛족
수도고속도로 도심 환상선이나 한신고속도로 제1호선 환상선 등 도시고속도로의 환상부분으로 주회하는 속도를 서로 경쟁한다. "이벤트" 개최시에는 파킹 에어리어(고속도로 휴게소)를 대거해서 점거하기도 한다. 간사이 지방에서는 환상족이라고도 불린다.
롤링족
고개길에서 급커브가 이어지는 도정을 서로 경주한다. 산간부의 일반길이나 관광 노선등을 이용할 수 있다.
드리프트족
고개길이나 항만지구의 일반도로 등에서 차체를 옆에 미끄러지게 해서 타이어를 미끄러지게 하면서 빠지는 드리프트 행위를 한다. 타이어가 스치는 스킬음이 대단히 큰 것이 특징이다.
제로욘족
직선이 이어지는 일반도로에서 드래그 레이스를 한다. "제로욘"은 일본어로 드래그 레이스 경기 전반에 대한 통칭으로 1/4마일(약 402m)구간 경기가 많은 것부터 "0-400m"의 약어이다.

### 역사

#### 발흥
1950년대에서 1960년대경부터 부유층을 중심으로 당시 고가였던 모터사이클을 집단으로 몰고 돌아다니는 젊은이가 등장, 머플러를 풀어서 요란스러운 폭음을 울리게 하면서 뛰어다니는 님으로부터 "가미나리족(ja:カミナリ族)"이라고 하는 호칭이 태어났다. 교통을 방해해서 질주하는 것부터 교통 사고가 염려되었지만, 시대는 고도 성장기이었기 때문, 사회가 크게 변용하는 것의 스트레스를 받은 모라토리엄의 범주로서, 매스 미디어나 문화인을 중심으로 어느정도 용인되는 경향도 보였다.
1970년대에 모터사이클은 저가화와 함께 널리 일반에도 보급되고 특히 불량소년에게 침투해가면서 폭행, 공갈사건을 일으키는 경향이 강해져, 일반 시민에의 폭력사건이나 그룹끼리의 싸움이 사회 문제로서 이슈화되었다. 1972년에 도야마현 도야마시 중심부의 죠시오도리(ja:城址大通り에서 발단이 되어서 전국에 퍼진 소동을 계기로, "폭주족"의 통칭이 널리 퍼져 경찰 당국도 이 명칭을 공문서로 채용했다. 1972년경부터 그룹화가 시작되고, 1974년에는 확인되고 있는 것만으로 86건의 사고가 발생. 1975년 상반기에는 전국에 571그룹, 약 2만 3000명이 활동하고 있어 칼, 화염병, 눈차크, 각재나 목도 등을 들고 나타나는 그룹도 나타났다. 그룹끼리의 대립의 증가는, 결과로서 "자위(自衛)를 목적으로 한 연합의 결성" 을 촉진시키는 것이 되고, 1975년경의 대조직의 대두는 소조직의 작은 경쟁을 함을 줄인 반면, 항쟁의 규모를 비대화시켜, 그룹끼리의 싸움뿐만 아니라, 폭도화한 일반 군중을 말려들게 한 폭동에까지 발전하기도 했다. 이 시대가 되면, 사회의 안전을 위협하는 존재로서 종래의 "모라토리엄의 범주"라고 하는 이론은 사그라져 갔다.
1978년에 도로교통법의 개정에 의해 "공동위험행위 등 금지규정" 이 신설되어 일단은 조용해졌지만, 이후도 다시 위세는 늘어 갔다. 원래의 가미나리족의 기호에 상당하는 운전 기술을 중시하는 스타일인은 동료 안에서 "가도 레이서" 라고 불린 후에 "하시리야"를 자칭해 그 정황은 계속해서 존속하지만 일시적으로 사회의 주목은 엷어져 간다.

#### 공동위험형의 성쇠
1980년을 전후해 폭주족은 전성기를 맞이했다. 경찰청의 1980년 11월 조사에서는, 전국에서 754개 집단, 38, 902명의 폭주족이 확인되었다. 이것은 1980년 6월에 비교해서 10.8%늘어난 수치이다.(여성 폭주족은 948명에서 1426명으로 증가) 저연령화도 진행하고 15세 이하의 구성원은 1976년 당시의 47명으로부터 1208명에 약 25배로 늘언나고 있었다. 1981년에도 집단 수는 더욱 증가하고 835그룹이 확인되어, 8255명이 검거되었다.(전년 대비 82.5% 늘어남)
이들은 펀치 퍼머에 면도를 포함하여 들인 머리 모양, 특공복(ja:特攻服)에 자수 등으로 장식을 한 것을 입고, 자기들을 "씃파리"라고 하는 단어로 부르게 되고 도당을 짜서 집회를 했다. 이 다음 "씃파리"는 폭주족 이외로도 확대하고 점차로 불량 행위를 하는 것으로 자기를 현시하는 소년 소녀들의 스타일로서 정착하게 된다. 씃파리 패션을 몸에 걸친 "리젠트 록" 음악 밴드가 당시의 관리 교육에 반발하는 소년층의 사이에 대유행하고, 씃파리 패션을 새끼 고양이에게 입힌 "나메네코(ja:なめ猫) 굿스"가 시판된 것도 이 시기다.
그러나 폭주족 문화의 확대와 함께 본래는 "10대의 젊은이가, 학교나 사회에 반발하고 있는 것을 가리키는 행동 양식"으로 여겨진 폭주족은 점차로 OB를 포함시킨 상하 관계나 기존의 폭력단과의 관계를 가지고 집단 내의 제약 준수나 규율을 지키지 않는 구성원에게 대한 제재 등의 규정에 구성원은 굴레가 되어 왔다. 젊은이를 둘러싸는 환경의 변화에 따라 이 엄격한 전통적 구속을 싫어하는 경향이 청소년 층에 강하게 보이게 된다. 지연에서 맺어진 선후배 관계가 강력한 리더쉽의 희박과 집단 행동의 기피 의식의 고조와 같은 풍조의 영향도 받고 큰 책임을 짊어져서 주종관계를 유지하고 조직을 편성, 운영해 가는 스타일은 성립되기 어려워졌다.
1980년대 이후에는 거의 대도시에 있어서 엄격한 상하 관계를 싫어하는 사람들이 미국의 스트리트 갱스터를 흉내낸 "컬러 갱스터"나 "지머" 라고 불리는 집단에 흐르는 경향이 보였다. 1990년대 이후에서는 소년대상 패션지 등의 등장에 대표되는 패션성 중시의 소년층 증가에 따르고, 특공복을 휘감은 스타일에 세련되지 않는 시대에 뒤떨어진 이미지를 가지는 경향이 강해지고 폭주족 문화는 젊은이 사이에서 순서대로 쇠퇴해 갔다.

#### 위법 경주형으로 이행과 고연령화
이러한 흐름을 타고 사이가 좋은 불량소년끼리 조직이나 룰과 같은 종래 스타일에 얽매이지 않고 많아도 십 여명 정도의 소집단으로 적당히 모여서 산발적인 폭주 행위를 하는 케이스가 주류가 되었다. 종래의 "양키 스타일"을 하고 있는 케이스는 드물어서 대집단이 되는 경향은 보이지 않는다. 또 오토바이 액셀 소리로 리듬을 맞추는 것을 추구하거나, 단지 "타고 싶다"라고 하는 것 뿐의 행동이나, 전주를 중시하는 제로욘족이나 드리프트족 등 새로운 형태의 폭주족에게 모습이 바뀌는 경향이 보이므로 사회에 대한 반항과 같은 사상성이나 기존의 특정 집단에의 귀속 의식은 엷어져 간다. 경찰에서도 종래의 조사 방법에서는 실태를 파악하기 어려워져 온 것부터, 1994년부터는 "종래형"의 폭주족에 대하여 롤링족이나 제로욘족을 "비종래형"으로서 분리해서 통계를 잡게 되었다. 이것에 의해 1995년에는 폭주족 총수 가운데 비종래형의 폭주족의 비율이 26.4%을 넘고 있는 것이 밝혀지는 등 존재감이 늘어 폭주족들이 고속도로나 산악도로를 점거하는 상황이 사회 문제로서 평판되는 것도 증가되었다. 경찰에서는 1999년부터, 기존의 폭주족을 "공동위험형 폭주족", 새로운 폭주족을 "위법경주형 폭주족"이라고 부르게 되었다.
한쪽에서, 지방에서는 "양키 스타일"이 사회적 반항의 양식으로서 전통적으로 남아있는 지역·집단도 있어, 어느종류의 "모라토리엄 패션"라고 공동 위험형 폭주족의 형을 취하는 소년이 보인다. 단지, 이것들은 1980년대의 회고 취미 스타일이라고 하는 위치 부여에서, 개인이 단순한 패션으로서 그것을 하고 있는 것에 지나지 않는 케이스도 많이 보여서, 역시 사상배경은 포함하지 않는 것이 되고 있다.
사회환경으로서도, 지역의 번화상가나 관광지·이벤트로 주위를 위협하는 행위의 대책으로써, 2002년에 히로시마시에서 폭주족 추방 조례가 시행된 것을 시초로 전국의 자치단체에서 폭주족의 단속을 목적으로 하는 조례를 제정하는 움직임이 퍼졌다. 2004년 11월 1일에는 도로교통법 개정에 의해 공동 위험행위의 적발 즈음에 필요했던 피해자의 증언이 불필요하게 되고, 현장의 경찰관의 확인만으로 체포가 가능해졌다. 전국의 그룹 구성원의 총수는, 1982년의 4만 2510명을 정점으로 그 후는 계속해서 줄고, 2005년에는 1만 5086명으로 줄어들었다. 공동위험형 폭주족은 감소하고 있지만 위법경주형 폭주족의 적발은 오히려 증가하고 있다. 특히 위법경주형 폭주족의 경우는 대규모로 집단 주행하고 있을 경우를 제외해서 공동 위험 행위에 의한 적발이 어려운 것이 문제가 되고 있다.
또, 젊은 사람이 떠나는 것의 영향에 의해 이전에는 후배를 가입시키는 것으로 "성인이 되면 은퇴한다" 라고 한 관습이 있었다는 것 여겨지는 공동위험형 폭주족에서는 기존 구성원이 성인이 된 후도 계속해서 소속하거나 세력유지를 위해서 성인 OB를 귀환시키는 예가 늘어나게 되었다. 2000년을 전후해, OB나 미경험자의 성인이 독자적으로 폭주족을 결성한 "구차회(ja:旧車會)"도 나타나게 되었다. 원래 연령층이 높아 편안 경향이 있는 위법경주형 폭주족의 경우도, 2008년에는 50세대 2명을 포함하는 그룹이 검거되고 있어 고연령화가 진행하고 있다. 폭주족 구성원의 평균 연령은 해마다 늘어나고 있어 2006년부터는 성인이 과반수가 되었다. 30대에서 40대의 성인이 검거되는 등 상대적으로 소년층보다도 이들의 활동이 활발하다고 하는 지역도 발생하고, 더욱 폭주족의 평균 연령을 밀어 올리는 요인이 되고 있다.

## 타이의 폭주족
타이에서는 수도인 방콕 등에서 폭주족이 출몰하는 일이 있다. 타이에서도 현지어에 번역된 일본의 폭주족 만화가 몇편이 출판되고 있어, 일본이나 전술의 한국과 같이 폭주족 만화를 읽은 젊은이들이 이를 흉내내게 되어 밤중에 많이 모터사이클을 타서 소음을 일으키거나, 속도 위반이나 신호 무시 등의 교통 법규를 위반하고 있다. 이들의 난폭 운전에 의해 사고도 유발되어 폭주족 자신이나 사고의 연루가 된 일반인에게 사상자도 나오고 있다. 소득 격차 때문에 그들이 타는 모터사이클의 대부분은 도난된 차량이다. 타이의 경찰 당국도 이러한 현상을 차마 볼 수 없어서 강경 자세로 폭주족의 적발에 열을 올리고 있다.

## 사우디아라비아의 폭주족
사우디아라비아를 중심으로 하는 중동지역에서는, 공도에서 드리프트 주행을 하는 사람이 존재하고, 사우디 드리프트라고 불려 인터넷상에서 알려져 있다. 길가로 구경꾼도 많이 모이는 중, 일반차도 통행하고 있는 옆을 침착하게 드리프트(drift)로 빠져 나가는등 위험성이 높다. 차량은 통상의 세단 차를 이용할 수 있어, 개조 등은 행하지 않고 있다.

## 같이 보기
- 그리저(영어판) - 1940년대 중후반부터 1960년대까지 북미의 중하류 계층이나 젊은층 사이에서 유행하던 서브컬처이자 패션 트렌드
- 테디보이(영어판)
- 야타족
- 거리 경주
- 3·1절 폭주
- 광복절 폭주
- 새해 해돋이 폭주
- 가공작품
  - 폭주족 만화
  - 매드 맥스
  - 레네가데 - 테크노스 저팬의 업무용 비디오 게임 및 가정용 게임소프트. 폭주족이 적 캐릭터로 등장한다.
- 폭력 조직
- 야쿠자
- 관동연합